# عقدة المسيح

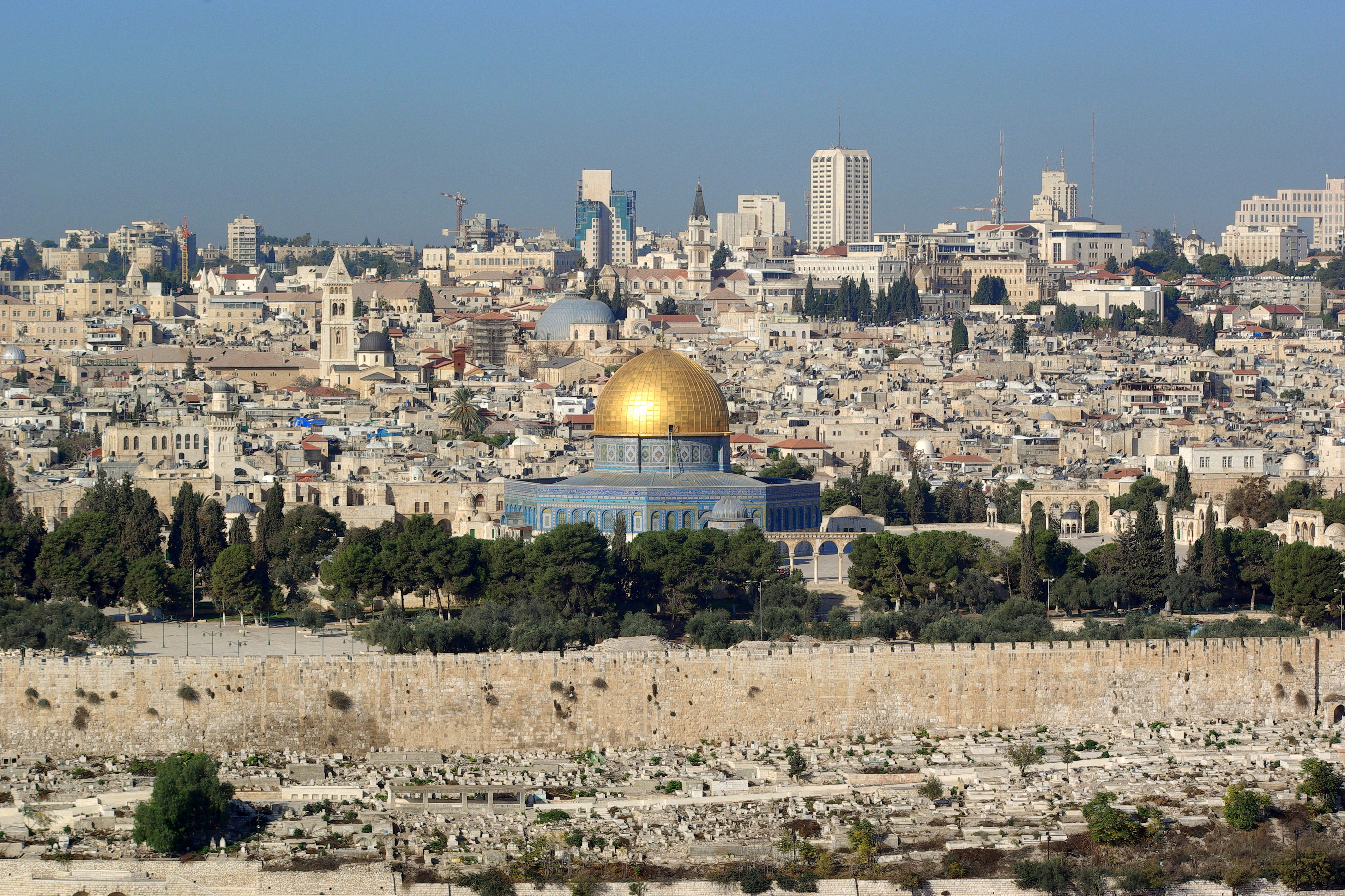
القدس

عقدة المسيح (بالإنجليزية: messiah complex)‏ والمعروفة أيضا باسم عقدة المنقذ أو عقدة المخلص هي حالة ذهنية يعتقد فيها الشخص بأنه المسيح أو المنقذ، أو أنه سيقدر له أن يكون المنقذ.
مصطلح عقدة المسيح لم يتم إدراجه في الدليل التشخيصي و الإحصائي للاضطرابات العقلية ( DSM ) ،حيث أن عقدة المسيح ليست مصطلح طبي ولا هي اضطراب قابل للتشخيص، ومع ذلك، فإن أعراض هذه العقدة مشابهة لتلك التي توجد في الأفراد الذين يعانون من أوهام العظمة. حيث أن هذا النوع من الاعتقاد الوهمي غالبا ما يوجد في المرضى الذين يعانون من الاضطراب ثنائي القطب وانفصام الشخصية.
يمكن اعتبار عقدة المسيح عند ظهورها في شخص متدين بعد زيارة دينية للقدس على أنها نوع من أنواع الذهان المعروف باسم متلازمة القدس.